# 膜叶土蜜树
膜叶土蜜树（学名：Bridelia pubescens）为大戟科土蜜树属下的一个种。

## 扩展阅读
- 維基物種上的相關：膜叶土蜜树